# José Manuel Arnaiz
José Manuel Arnaiz Tejedor (ur. 1933, Salamanka) – hiszpański prawnik i historyk sztuki.
Jest doktorem prawa Uniwersytetu Complutense w Madrycie. Jest również uważany za jednego z najlepszych znawców malarstwa hiszpańskiego z XVIII wieku. Szczególną uwagę poświęca twórczości Francisca Goi, o którym napisał wiele artykułów. Współpracuje z różnymi czasopismami m.in. Archivo Español de Arte.
Współpracuje z Królewską Akademią Sztuk Pięknych św. Ferdynanda w Madrycie, Królewską Akademią Sztuk Pięknych San Carlos w Walencji, Akademią San Luis w Saragossie i Akademią w Kordobie.

## Wybrane dzieła
- Eugenio Lucas; su vida y su obra – Editorial Montal, Madryt, 1981
- Francisco de Goya. Cartones y tapices – Espasa Calpe, Madryt, 1988
- Los pintores de la Ilustración (praca zbiorowa) – katalog wystawy, Ayuntamiento de Madrid, 1988
- Los pintores en tiempos de Carlos III – katalog wystawy, Ayuntamiento de Écija, 1988
- Cien años de pintura española y portuguesa (1830-1930) – redakcja i współpraca – Editorial Antiquaria Madrid, 1988-93
- Francisco de Goya: Las Pinturas Negras – Editorial Antiquaria, Madryt, 1996
- Todo el Prado (praca zbiorowa) – Ediciones Todo el Prado, Madryt, 1996
- Antonio González Velázquez: Pintor de Cámara – Ediciones Antiquaria, Madryt, 1999